# Olympisch Stadion Nilton Santos
Het Olympisch Stadion Nilton Santos (Portugees: Estádio Olímpico Nilton Santos) is een multifunctioneel sportstadion in Rio de Janeiro, meer bepaald in de wijk Engenho de Dentro, dat vernoemd is naar Nilton Santos.  Het is het thuisstadion van Botafogo FR, de vierde grootste club van Rio de Janeiro. Het is ook een stadion dat gebruikt werd voor de Olympische en de Paralympische Zomerspelen 2016.
Het stadion staat bekend onder meerdere namen. De bijnaam  Niltão verwijst naar de wijk waarin het stadion gelegen is. Sinds 2015 heeft de stad Rio toestemming gegeven om het stadion ook Estádio Nilton Santos te noemen, verwijzend naar Botafogo-speler Nílton Santos, die gezien wordt als een van de beste verdedigers in de geschiedenis van het voetbal. Tijdens de Olympische Spelen in 2016 werd het stadion voornamelijk gebruikt voor de atletiekwedstrijden. Voor de Spelen werd de capaciteit opgetrokken naar 60.000 toeschouwers.

## Geschiedenis
De bouw van het stadion kostte 192 miljoen dollar, wat ruim zes keer meer was dan de oorspronkelijk beraamde 30 miljoen. Het stadion werd officieel in gebruik genomen op 30 juni 2007 voor een competitiewedstrijd in de Série A tussen Fluminense en Botafogo. 43.810 toeschouwers woonden de wedstrijd bij. Alex Dias van Fluminense scoorde er het eerste doelpunt, maar het was wel Botafogo dat aan het langste eind trok en met 2-1 won.
Op 3 augustus 2007 tekende Botafogo een deal met de stad Rio om het stadion voor minstens 20 jaar te huren. Het was de enige club uit de stad die een bod deed. Voor de huur betaalt Botafogo 18.200 dollar per maand plus onderhoudskosten die tot 2 miljoen per jaar kunnen oplopen.
Op 10 september 2008 speelde het nationale elftal voor het eerst een wedstrijd in het stadion in het kader van de kwalificatie voor het WK 2010. Brazilië speelde er 0-0 gelijk tegen Bolivia.
Van 2010 tot 2013 speelden Flamengo en Fluminense ook in het stadion omdat het Maracanã toen verbouwd werd voor het WK 2014.
In maart 2013 werd het stadion gesloten omdat het dak niet meer stabiel was, het stadion zou 18 maanden dicht blijven zodat het gerenoveerd kon worden.
Er worden ook concerten gegeven in het stadion, onder andere Paul McCartney, Justin Bieber en Roger Waters traden er op. 

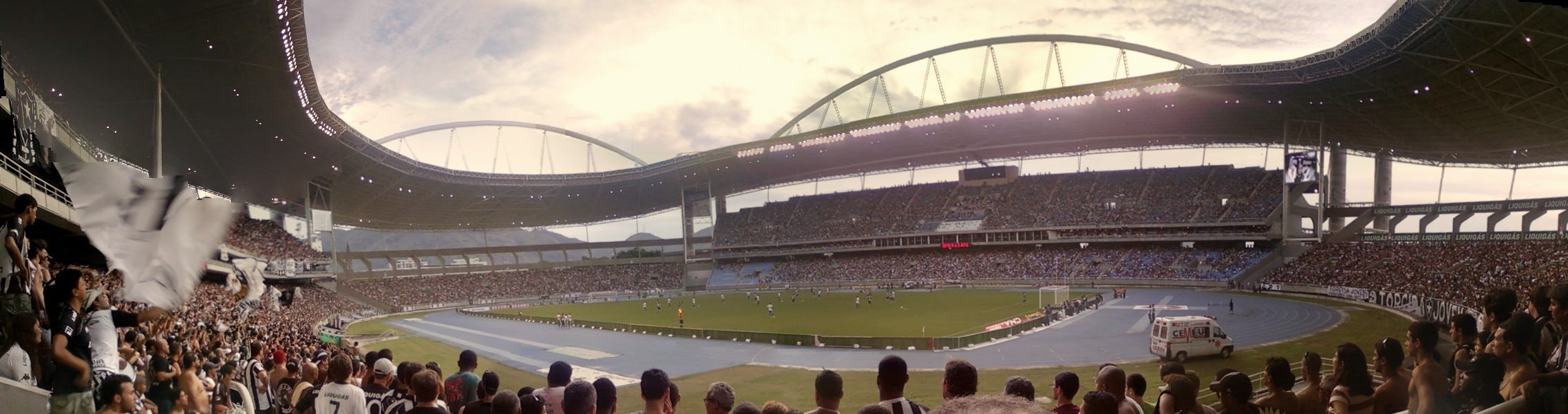
Panoramische foto uit 2009